# Sułyhiwka
Sułyhiwka (ukr. Сулигівка) – wieś na Ukrainie, w obwodzie charkowskim, w rejonie iziumskim. W 2001 liczyła 209 mieszkańców.Od 22 kwietnia 2022 do 4 sierpnia 2022 pod okupacją rosyjską.Kolejny raz pod okupacją rosyjską od 20 sierpnia 2022 do 10 września 2022.